# Quận Oklahoma, Oklahoma
Quận Oklahoma là một quận trong tiểu bang Oklahoma, Hoa Kỳ. Quận lỵ đóng ở thành phố Oklahoma City 6. Theo điều tra dân số năm 2000 của Cục điều tra dân số Hoa Kỳ, quận có dân số người 2. Năm 2007, ước tính dân số quận này là 660.448 người 2.

## Địa lý
Theo Cục điều tra dân số Hoa Kỳ, quận này có diện tích ki-lô-mét vuông, trong đó có km2 là diện tích đất, km2 là diện tích mặt nước.

### Các xa lộ
| - Interstate 35 - Interstate 40 - Interstate 44 - Interstate 235 - Interstate 240 | - U.S. Highway 62 - U.S. Highway 77 - U.S. Highway 270 - State Highway 66 - State Highway 74 - State Highway 3 - Kilpatrick Turnpike - Turner Turnpike |

### Các quận giáp ranh
- Quận Logan  (bắc)
- Quận Lincoln  (đông)
- Quận Pottawatomie  (đông nam)
- Quận Cleveland  (nam)
- Quận Canadian  (tây)
- Quận Kingfisher (tây bắc)

### Thành phố và thị trấn
- Arcadia
- Bethany
- Choctaw
- Del City
- Edmond
- Forest Park
- Harrah
- Jones
- Lake Aluma
- Luther
- Midwest City
- Nichols Hills
- Nicoma Park
- Oklahoma City
- Smith Village
- Spencer
- The Village
- Valley Brook
- Warr Acres
- Woodlawn Park

## Thông tin nhân khẩu
Theo điều tra dân 2 năm 2000, quận đã có dân số 660.448 người, 266.834 hộ gia đình, và 170.773 gia đình sống trong quận hạt. Mật độ dân số là 931 người trên một dặm vuông (360/km ²). Có 295.020 đơn vị nhà ở mật độ trung bình của 416 trên một dặm vuông (161/km ²). Cơ cấu chủng tộc của dân cư quận bao gồm 70,44% người da trắng, 15,03% da đen hay Mỹ gốc Phi, 3,42% người Mỹ bản xứ, 2,81% châu Á, Thái Bình Dương 0,08%, 4,36% từ các chủng tộc khác, và 3,87% từ hai hoặc nhiều chủng tộc. 8,68% dân số là người Hispanic hay Latino thuộc một chủng tộc nào.
Có 266.834 hộ, trong đó 30,90% có trẻ em dưới 18 tuổi sống chung với họ, 46,30% là đôi vợ chồng sống với nhau, 13,50% có nữ hộ và không có chồng, và 36,00% là không gia đình. 30,20% hộ gia đình đã được tạo ra từ các cá nhân và 9,20% có người sống một mình 65 tuổi hoặc lớn tuổi hơn là người. Cỡ hộ trung bình là 2,41 và cỡ gia đình trung bình là 3.02.
Trong quận, dân số đã được trải ra với 25,60% dưới độ tuổi 18, 10,90% 18-24, 30,00% 25-44, 21,40% từ 45 đến 64, và 12,20% từ 65 tuổi trở lên đã được những người. Độ tuổi trung bình là 34 năm. Đối với mỗi 100 nữ có 94,20 nam giới. Đối với mỗi 100 nữ 18 tuổi trở lên, đã có 90,80 nam giới.
Thu nhập trung bình cho một hộ gia đình trong quận đạt $ 35.063, và thu nhập trung bình cho một gia đình là $ 42.797. Phái nam có thu nhập trung bình $ 31.660 so với 24.279 $ cho phái nữ. Thu nhập bình quân đầu người là 19.551 $. Giới 11,70% gia đình và 15,30% dân số sống dưới mức nghèo khổ, bao gồm 21,70% những người dưới 18 tuổi và 8,60% của những người 65 tuổi hoặc hơn.